# Fairview Beach
Fairview Beach est une census-designated place située dans le comté de King George, dans l’État de Virginie, aux États-Unis. Lors du recensement de 2020, elle comptait 376 habitants.